# Kapeni-Kultur
Die Kapeni-Kultur ist eine eisenzeitliche Kultur in Malawi in Afrika. Sie ist nach dem gleichnamigen Fundort in diesem Land benannt. Die Kultur datiert zwischen 800 und 1100 n. Chr. und wird hauptsächlich durch ihre Keramik definiert. Sie findet sich an einigen Orten der Nkope-Kultur und scheint mit dieser teilweise gleichzeitig existiert, und sie letztlich abgelöst zu haben. Orte dieser Kultur finden sich meist an den Ufern der Shire, seltener in den Berggegenden. Die Kapeni-Kultur existierte gleichzeitig mit der Longwe-Kultur.